# Leptasterias similispinis
Leptasterias similispinis är en sjöstjärneart som först beskrevs av Hubert Lyman Clark 1908.  Leptasterias similispinis ingår i släktet Leptasterias och familjen trollsjöstjärnor. Inga underarter finns listade i Catalogue of Life.